# CLANNAD ORIGINAL SOUNDTRACK
『CLANNAD ORIGINAL SOUNDTRACK』は、Key Sounds Labelから発売されたサウンドトラック。

## 構成
パソコンゲーム『CLANNAD』のサウンドトラックで、ゲーム内で使用された主題歌・BGMが収録されている。CD3枚組で、大まかにはDisc1に劇中の日常シーンで流れる曲、Disc2前半に各シナリオクライマックスで流れる曲、Disc2後半に「AFTER STORY」のシナリオで流れる曲、Disc3に作中で使用されていない曲が収録されている。のちにテレビアニメ版のBGMとして用いられた曲も多く、このアルバムの収録曲を元に作られている主題歌・イメージソングも多い。「メグメル」、「-影二つ-」、「小さなてのひら」の3曲のみ、ブックレットにメロディー譜面が収録されている。

## 批評・チャート成績
『CLANNAD』の主題歌「メグメル」について、洋泉社が発行する『アニソンマガジン』のライターであり株式会社タブロイドに所属する坂本寛はゲームソングレビュー集の中で、イントロの打ち込みに加え、曲中に散りばめられた転調箇所やエレクトリックアコースティックギターの音色について引き合いに出しながら、ゲームの物語に合致した「ドラマティックな構成が印象的」であるとした。
オリコンの調査によれば、本作は2005年1月28日に発売された後、同年2月第1週のチャートランキングにおいて101位を獲得し、以降のチャートインはない。推定および累積の売上枚数は約2,460枚となっている。

## 収録曲
太字はボーカル曲。ボーカル曲以外の作曲者はブックレットのコメントページによる。

### Disc1
1. 汐
  - 作曲：戸越まごめ
  - 原作のタイトル画面で流れる曲。「木漏れ日」の原曲。
2. 幻想
  - 作曲：戸越まごめ
  - 劇中の幻想世界で流れる曲。「少女の幻想」の原曲。なお、「一万の軌跡」の間奏部分には「少女の幻想」の一節が用いられている。
3. メグメル
  - 作詞：riya、作曲：eufonius、編曲：kiku、歌：riya
  - オープニングテーマのフルコーラス版。Disc3収録の「メグメル -cockool mix-」、劇場版主題歌の「メグメル 〜frequency⇒e Ver. 〜」、テレビアニメ第一期オープニングテーマの「メグメル 〜cuckool mix 2007〜」がアレンジ版として作られた。
4. 町、時の流れ、人
  - 作曲：折戸伸治
  - 「一万の軌跡」（間奏以外の部分）の原曲。
5. 渚
  - 作曲：麻枝准
  - メインヒロイン・古河渚のテーマ曲。「渚〜坂の下の別れ」、「小さなてのひら」、「だんご大家族」の原曲。劇場版のサウンドトラックに収録されている「渚」とは別の楽曲である。
6. それは風のように
  - 作曲：折戸伸治
  - ヒロイン・藤林杏のテーマ曲。「オーバー」の原曲。
7. Étude pour les petites supercordes
  - 作曲：戸越まごめ
  - ヒロイン・一ノ瀬ことみのテーマ曲。「TOE」の原曲。
8. は〜りぃすたーふぃっしゅ
  - 作曲：戸越まごめ
  - ヒロイン・伊吹風子のテーマ曲。「風の少女」の原曲。
9. 彼女の本気
  - 作曲：戸越まごめ
  - ヒロイン・坂上智代のテーマ曲。
10. 資料室のお茶会
  - 作曲：折戸伸治
  - 宮沢有紀寧のテーマ曲。
11. 東風
  - 作曲：折戸伸治
12. 田舎小径
  - 作曲：戸越まごめ
13. 有意義な時間の過ごし方
  - 作曲：戸越まごめ
14. 日々の遑
  - 作曲：折戸伸治
15. ダム
  - 作曲：折戸伸治
16. 馬鹿ふたり
  - 作曲：折戸伸治
17. 灰燼に帰す
  - 作曲：折戸伸治
18. 存在
  - 作曲：戸越まごめ
19. 月の位相
  - 作曲：折戸伸治
20. 無間
  - 作曲：折戸伸治

### Disc2
1. 雪野原
  - 作曲：折戸伸治
  - 「遠い旅の記憶」の原曲。
2. 潮鳴り
  - 作曲：折戸伸治
  - 「海鳴り」の原曲。
3. 潮鳴りII
  - 作曲：折戸伸治
  - 「潮鳴り」のアレンジ版。
4. TOE
  - 作曲：戸越まごめ
  - ことみシナリオのクライマックスで流れる。
5. 同じ高みへ
  - 作曲：麻枝准
  - 「同じ高み」と「時を刻む唄」の原曲。
6. 願いが叶う場所
  - 作曲：麻枝准
  - 同名のボーカル曲「願いが叶う場所」の原曲。
7. 空に光る
  - 作曲：戸越まごめ
  - 同名のボーカル曲「空に光る」の原曲。
8. -影二つ-
  - 作詞：魁、作曲・編曲：戸越まごめ、歌：riya
  - エンディングテーマのフルコーラス版。
9. 白詰草
  - 作曲：折戸伸治
10. 遙かな年月 -piano-[3]
  - 作曲：麻枝准
  - 「遙かな年月」のピアノアレンジ版。
11. 夏時間
  - 作曲：戸越まごめ
12. 遙かな年月[3]
  - 作曲：麻枝准
  - 「ひとひらの桜」の原曲。
13. カントリートレイン
  - 作曲：麻枝准
14. 願いが叶う場所II
  - 作曲：麻枝准
  - 「願いが叶う場所」のアレンジ版。
15. Ana
  - 作詞：萩原ゆう、作曲：traditional、編曲：戸越まごめ、歌：Lia
  - 歌詞は全て英語であり、曲はケルト古謡によるものとされている。
  - Disc3に収録されているfull ver.の間奏から終奏手前までが省かれたもの。ブックレットに「Ana」として掲載されている歌詞はfull ver.のものである。
16. 渚〜坂の下の別れ
  - 作曲：麻枝准
  - 麻枝は、こちらの楽曲を「渚」に対しての『完全版』としている。
17. 小さなてのひら
  - 作詞・作曲：麻枝准、編曲：戸越まごめ、歌：riya
  - オールクリアエンディングテーマ。劇場版主題歌の「小さなてのひら 〜eufonius Ver.〜」がアレンジ版として作られたほか、後にLiaによってカバーされた。

### Disc3 -collection disc-
1. 幻想II
  - 作曲：戸越まごめ
2. 東風 -afternoon-
  - 作曲：折戸伸治
  - 「東風」のエレクトリックピアノ版。楽器以外は原曲とほぼ同じ。
3. 東風 -tempo up-
  - 作曲：折戸伸治
  - 「東風」のテンポアップ版。
4. 東風 -piano-
  - 作曲：折戸伸治
  - 「東風」のピアノ版。原曲よりややスローテンポである。
5. 有意義な時間の過ごし方 -guitar-
  - 作曲：戸越まごめ
  - 「有意義な時間の過ごし方」のギター版。
6. 有意義な時間の過ごし方 -sax-
  - 作曲：戸越まごめ
  - 「有意義な時間の過ごし方」のソプラノサックス版。
7. 存在 -e.piano-
  - 作曲：戸越まごめ
  - 「存在」のギターとエレクトリックピアノのみによる版。
8. 存在 -piano-
  - 作曲：戸越まごめ
  - 「存在」のピアノとパッドのみによる版。
9. メグメル -cockool mix-[4]
  - 作詞：riya、作曲：eufonius、編曲：kiku、歌：riya
  - 最後のほうの間奏部分が一部ないため原曲よりも多少演奏時間が短い。
10. メグメル（short ver.）
  - ゲームサイズ版。
11. メグメル -cockool mix-（short ver.）[4]
  - 「メグメル -cockool mix-」をゲームサイズの演奏時間に編集したもの。
12. -影二つ-（short ver.）
  - ゲームサイズ版。
13. Ana（short ver.）
  - Disc2のAnaと全く同じ歌詞の範囲で、それから更に序奏全てと伴奏の一部（ハープ）が切られたもの。
14. Ana（full ver.）
  - このアルバムの曲の中で、再生時間が最も長い。
15. メグメル（off vocal ver.）
16. 小さなてのひら（off vocal ver.）[5]
17. -影二つ-（off vocal ver.）
18. 未使用曲1
  - 作曲：折戸伸治
  - ゲームでは使用されなかったが、テレビアニメではBGMとして使用された。
19. 未使用曲2
  - 作曲：戸越まごめ
  - ゲームでは使用されていない。